# Кубок Ірану з футболу 2019—2020
Кубок Ірану з футболу 2019—2020 — 33-й розіграш кубкового футбольного турніру в Ірані. Титул володаря кубка здобув Трактор Сазі.

## Календар
| Раунд        | Дата                            | Матчі | Клуби   |
| ------------ | ------------------------------- | ----- | ------- |
| Перший раунд | 23 серпня 2019                  | 12    | 66 → 54 |
| Другий раунд | 31 серпня 2019                  | 11    | 54 → 43 |
| Третій раунд | 6-7 вересня 2019                | 11    | 43 → 32 |
| 1/16 фіналу  | 28 вересня - 1 жовтня 2019      | 16    | 32 → 16 |
| 1/8 фіналу   | 16 жовтня - 26 листопада 2019   | 8     | 16 → 8  |
| 1/4 фіналу   | 23 грудня 2019 - 10 серпня 2020 | 4     | 8 → 4   |
| 1/2 фіналу   | 25-26 серпня 2020               | 2     | 4 → 2   |
| Фінал        | 3 вересня 2020                  | 1     | 2 → 1   |

## 1/16 фіналу
| Команда 1                 | Рахунок      | Команда 2                 |
| ------------------------- | ------------ | ------------------------- |
| 28 вересня 2019           |              |                           |
| Мес (Керман) (2)          | 1:1 пен. 4:2 | Баадраан (2)              |
| 29 вересня 2019           |              |                           |
| Сайпа                     | 2:1          | Дамаш (2)                 |
| Кашкай (2)                | 1:2          | Санат Нафт                |
| Ніроє Заміні (2)          | 0:2          | Навад Урмія (2)           |
| ПАС (Хамадан) (3)         | 1:2          | Трактор Сазі              |
| Нассаджі Мазандаран       | 0:1          | Падіде                    |
| Гохар                     | 0:1          | Нафт Масджед Солейман     |
| 30 вересня 2019           |              |                           |
| Гол Рейхан (2)            | 1:3 дч       | Естеґлал                  |
| Естеглал Новін Машахр (4) | 2:1          | Мес Новін Керман (3)      |
| Пайкан                    | 4:0          | Шохадає Разакан Карай (3) |
| Хооше Талаей Савех (2)    | 3:3 пен. 1:3 | Шахін (Бушир)             |
| Хейбар Хоррамабад (3)     | 0:3          | Сепахан                   |
| Машін Сазі                | 0:1          | Персеполіс                |
| Фаджр Сепасі (2)          | 2:2 пен. 3:2 | Фулад                     |
| Парс Джонубі              | 1:2 дч       | Зоб Ахан                  |
| 1 жовтня 2019             |              |                           |
| Сардар Букан (3)          | 1:2 дч       | Шахрдарі (Машахр) (2)     |

## 1/8 фіналу
| Команда 1             | Рахунок      | Команда 2                 |
| --------------------- | ------------ | ------------------------- |
| 16 жовтня 2019        |              |                           |
| Зоб Ахан              | 2:4          | Мес (Керман) (2)          |
| Падіде                | 0:1          | Нафт Масджед Солейман     |
| Шахін (Бушир)         | 2:0          | Сайпа                     |
| 17 жовтня 2019        |              |                           |
| Шахрдарі (Машахр) (2) | 2:1          | Естеглал Новін Машахр (4) |
| Естеґлал              | 3:0 дч       | Фаджр Сепасі (2)          |
| 26 листопада 2019     |              |                           |
| Персеполіс            | 1:0          | Санат Нафт                |
| Навад Урмія (2)       | 1:1 пен. 6:7 | Трактор Сазі              |
| Сепахан               | 2:1          | Пайкан                    |

## 1/4 фіналу
| Команда 1             | Рахунок | Команда 2        |
| --------------------- | ------- | ---------------- |
| 23 грудня 2019        |         |                  |
| Нафт Масджед Солейман | 3:2 дч  | Шахін (Бушир)    |
| Шахрдарі (Машахр) (2) | 0:2     | Персеполіс       |
| 19 лютого 2020        |         |                  |
| Трактор Сазі          | 4:1     | Мес (Керман) (2) |
| 10 серпня 2020        |         |                  |
| Естеґлал              | 2:0     | Сепахан          |

## 1/2 фіналу
| Команда 1      | Рахунок      | Команда 2             |
| -------------- | ------------ | --------------------- |
| 25 серпня 2020 |              |                       |
| Трактор Сазі   | 1:0          | Нафт Масджед Солейман |
| 26 серпня 2020 |              |                       |
| Персеполіс     | 2:2 пен. 1:4 | Естеґлал              |

## Фінал
| Команда 1      | Рахунок | Команда 2    |
| -------------- | ------- | ------------ |
| 3 вересня 2020 |         |              |
| Естеґлал       | 2:3     | Трактор Сазі |